# FK Nookat
FK Nookat (kirg. Футбол клубу «Ноокат») – kirgiski klub piłkarski, mający siedzibę w mieście Nookat, w południowo-zachodniej części kraju.

## Historia
Chronologia nazw:
- 1998: FK Nookat (ros. ФК «Ноокат»)

Piłkarski klub FK Nookat został założony w miejscowości Nookat w roku 1998. W 1998 zespół debiutował w Wyższej Lidze, w której najpierw zajął 7.miejsce w grupie południowej, jednak nie zakwalifikował się do turnieju finałowego. W 1998 i 1999 startował w rozgrywkach o Puchar Kirgistanu, gdzie dotarł do 1/8 finału. W 2004, 2006 i 2007 znów występował w rozgrywkach pucharowych.

## Sukcesy

### Trofea międzynarodowe
Nie uczestniczył w rozgrywkach azjatyckich (stan na 31-12-2015).

### Trofea krajowe
| \| \| Zdobyte trofea w rozgrywkach Kirgistanu (stan na: 31-12-2015) \| |                                                               |      |                      |
| Rozgrywki                                                              | Osiągnięcie                                                   | Razy | Sezon(y)             |
| Mistrzostwo                                                            | I miejsce                                                     | 0    |                      |
| Mistrzostwo                                                            | II miejsce                                                    | 0    |                      |
| Mistrzostwo                                                            | III miejsce                                                   | 0    |                      |
| Mistrzostwo                                                            | 7.miejsce                                                     | 1    | 1998 (gr.południowa) |
| Puchar                                                                 | zdobywca                                                      | 0    |                      |
| Puchar                                                                 | finalista                                                     | 0    |                      |
| Puchar                                                                 | 1/8 finału                                                    | 2    | 1998, 1999           |
| II liga                                                                | I miejsce                                                     | ?    |                      |
| II liga                                                                | II miejsce                                                    | ?    |                      |
| II liga                                                                | III miejsce                                                   | ?    |                      |
| Kirgistan                                                              | Zdobyte trofea w rozgrywkach Kirgistanu (stan na: 31-12-2015) |      |                      |

## Stadion
Klub rozgrywa swoje mecze domowe na stadionie Centralnym w Nookacie, który może pomieścić 1000 widzów.